# Lionel Boyce
Lionel Boyce, noto anche con lo pseudonimo di L-Boy (Los Angeles, 9 maggio 1991), è un attore, sceneggiatore e produttore televisivo statunitense, candidato al Premio Emmy per il miglior attore non protagonista in una serie commedia per The Bear.

## Biografia
Nato a Los Angeles, Lionel Boyce è cresciuto a Inglewood, in California. Suo padre era un fattorino della Arrowhead Water, mentre sua madre era sceriffo di Los Angeles. Ha una sorella minore. Inizialmente ha lavorato presso la Hollister Co.. Inoltre, ha fatto anche parte del gruppo hip-hop Odd Future, con il nome di L-Boy. Nel 2012 ha creato, assieme agli altri membri della band, la serie Loiter Squad. Nel 2015 ha fondato con Tyler, the Creator, conosciuto ai tempi del liceo, la Bald Fade Productions, creando ad esempio la serie animata The Jellies!. Dal 2022 interpreta Marcus Brooks nella serie The Bear. Grazie al suo lavoro, nel 2024 è stato candidato al Premio Emmy per il miglior attore non protagonista in una serie commedia.

## Filmografia

### Attore

#### Cinema
- L'ultima missione: Project Hail Mary (Project Hail Mary), regia di Phil Lord e Christopher Miller  (2026)

#### Televisione
- Loiter Squad - serie TV, 20 episodi (2012-2014)
- Hey You, It's Me - serie TV, episodio 1x02 (2017)
- Hap and Leonard - serie TV, 4 episodi (2018)
- The Bear - serie TV, 28 episodi (2022-in corso)
- Curb Your Enthusiasm - serie TV, episodio 12x02 (2024)

#### Cortometraggi
- Karateman, regia di Rob Haffey e Etienne Maurice (2013)
- Sremm Break, regia di Dave Meyers (2017)
- Converse: Introducing the Louie Lopez Pro Mid, regia di Bryant Inthavong (2021)

#### Videoclip
- She - Tyler, the Creator (2011)
- Fucking Young - Tyler, the Creator (2015)

### Doppiatore
- Grand Theft Auto V - videogioco (2013)
- The Jellies! - serie animata, 19 episodi (2017-2019)

### Sceneggiatore
- Loiter Squad - serie TV, 13 episodi (2012-2013)
- The Jellies! - serie animata, 19 episodi (2017-2019)

### Produttore
- Loiter Squad - serie TV, 14 episodi (2012-2013)
- The Jellies! - serie animata, 19 episodi (2017-2019)
- Jasper and Errol's First Time - serie TV, episodio 1x02 (2019)

## Riconoscimenti
- Premio Emmy
  - 2024 - Candidatura al miglior attore non protagonista in una serie commedia per The Bear
- Screen Actors Guild Award
  - 2023 - Candidatura al miglior cast in una serie commedia per The Bear
  - 2024 - Miglior cast in una serie commedia per The Bear